# Lari White
Lari Michele White (Dunedin, 13 maggio 1965 – Nashville, 23 gennaio 2018) è stata una cantautrice, produttrice discografica e attrice statunitense.

## Biografia
Dopo aver vinto il talent show You Can Be a Star nel 1988, Lari White ha raggiunto notorietà con la pubblicazione del disco Wishes, certificato disco d'oro. Nel 1988 il brano Stepping Stone ha esordito alla 73ª posizione della Billboard Hot 100.

### Morte
Nel settembre 2017 le venne diagnosticato un tumore, che un successivo intervento esplorativo rivelò essere carcinosi peritoneale. Morì a Nashville, Tennessee, all'età di 52 anni. Il marito Chuck Cannon rimase solo con tre figli.

## Discografia

### Album in studio
- 1993 – Lead Me Not
- 1994 – Wishes
- 1998 – Stepping Stone
- 2004 – Green Eyed Soul

### Raccolte
- 1997 – The Best of Lari White

### Colonne sonore
- 2007 – My First Affair

### EP
- 2017 – New Loves
- 2017 – Old Friends

### Singoli
- 1988 – Flying Above the Rain
- 1993 – Paper Airplane
- 1993 – Lead Me Not
- 1993 – Lay Around and Love on You
- 1994 – That's My Baby
- 1994 – Now I Know
- 1995 – That's How You Know (When You're in Love)
- 1995 – Amazing Grace
- 1995 – Ready, Willing and Able
- 1996 – Wild at Heart
- 1998 – Stepping Stone
- 1998 – Take Me
- 1999 – John Wayne Walking Away
- 2004 – Nothing but Love
- 1997 – Helping Me Get Over You (con Travis Tritt)

## Filmografia
- Cast Away, regia di Robert Zemeckis (2000)
- No Regrets, regia di Curt Hahn (2004)
- Country Strong, regia di Shana Feste (2010)